# Ronco di Maglio
Il Ronco di Maglio (1.109,5 m s.l.m.) è una montagna delle Prealpi Liguri nelle Alpi Liguri. 

## Geografia

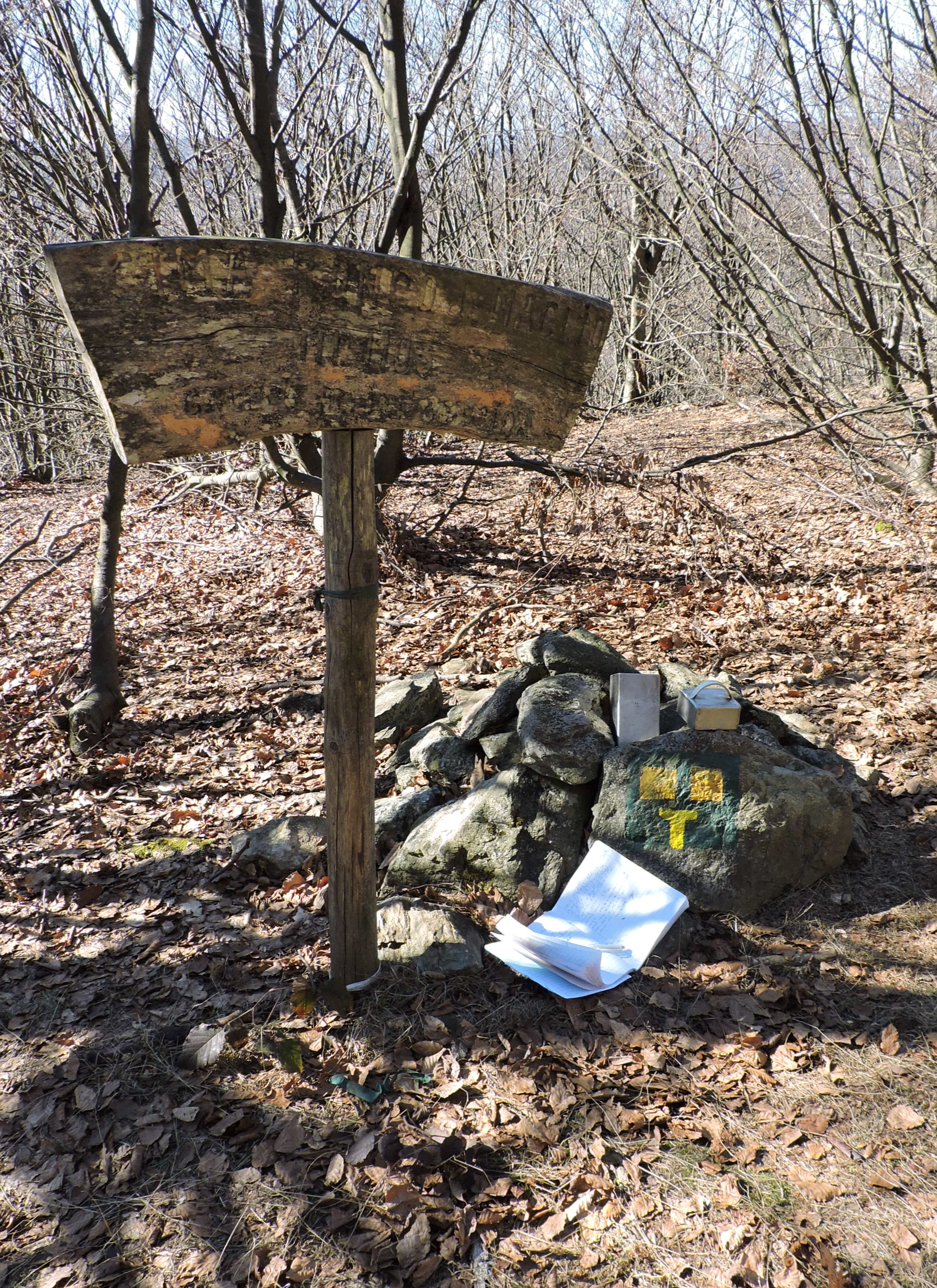
Il segnale sulla cima con il libro di vetta

La montagna è situata quasi al centro della Provincia di Savona tra i comuni di Osiglia e Bormida. Sulla vetta si può notare, specie nei mesi invernali, quanto rimane della foresta di conifere che ne occupava la cima. 
La montagna si colloca poco ad ovest del Colle di Cadibona e rappresenta uno dei rilievi più alti delle Prealpi Liguri. Si trova sul costolone che separa la vallata di Osiglia (a ovest) da quella della Bormida di Pallare. 
Verso sud una sella a 858 metri di quota la separa dal Bric della Croce (911 m), mentre a nord il costolone tra le due vallate prosegue digradando fino ad esaurirsi tra Plodio e Millesimo. 
Scendendo dalla vetta lungo il versante ovest si incontrano le prime abitazioni di Osiglia in località Orticeti.

## Storia
Nei pressi della cima della montagna sono presenti resti di trincee napoleoniche.

## Accesso alla cima

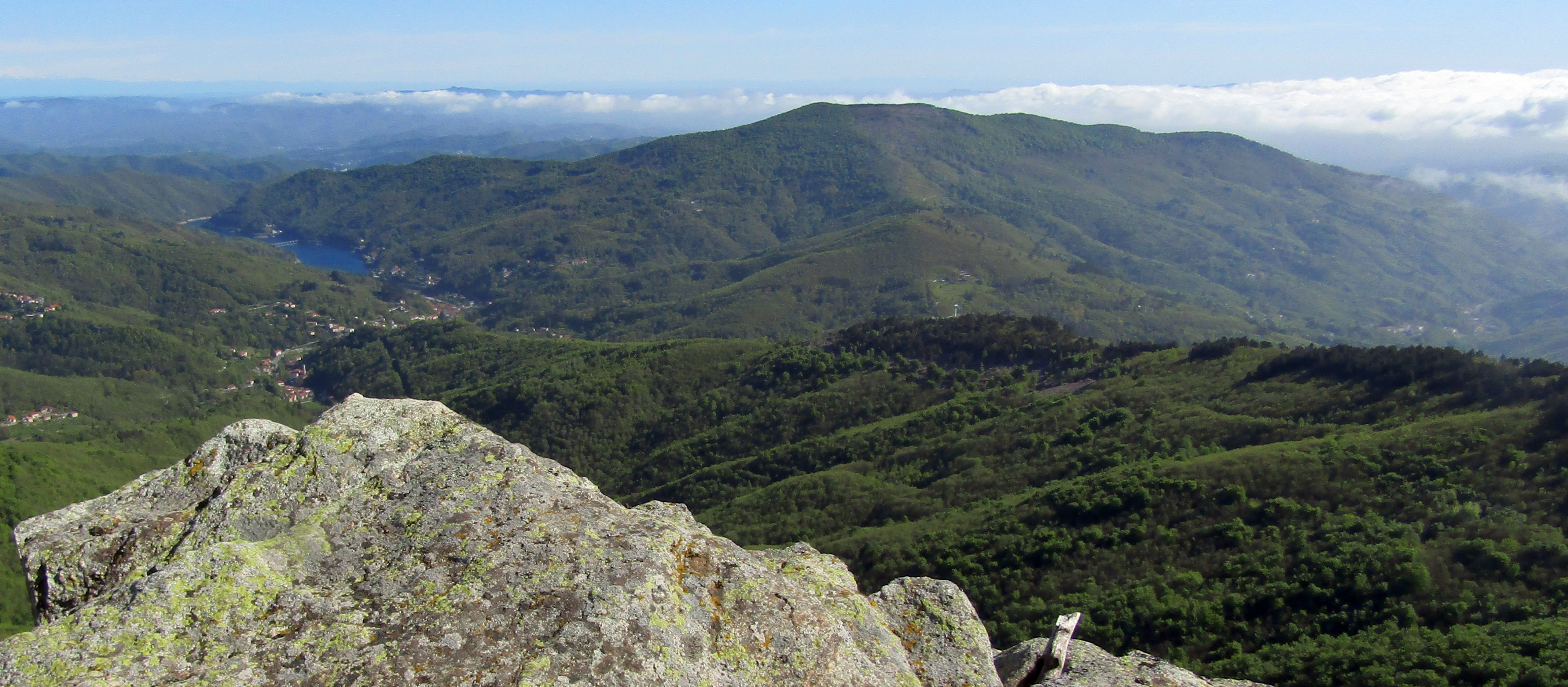
Ronco di Maglio dalla Rocca del Falò (Monte Settepani)

La montagna si può raggiungere per vari sentieri, tra i quali quello che parte dalla Colla Baltera (794 m di quota) e, scavalcato il Bric della Croce  ne raggiunge la sommità da sud. Sul lato Est-Sud si può giungere in cima in poco più di un'ora di cammino partendo dalla alla località Pirotti, ricadente nel Comune di Bormida. Il monte è anche accessibile con la mountain bike. La parte sommitale della montagna, boscosa e quasi pianeggiante, presenta due rilievi quasi alla stessa quota su uno dei quali è stato posizionato, nei pressi di una palina indicatrice, un libro di vetta.

## Tutela naturalistica
La montagna e l'area circostante fanno parte del SIC / ZSC denominato Ronco di Maglio (codice: IT1322216 ).